# Sengge Namgyal

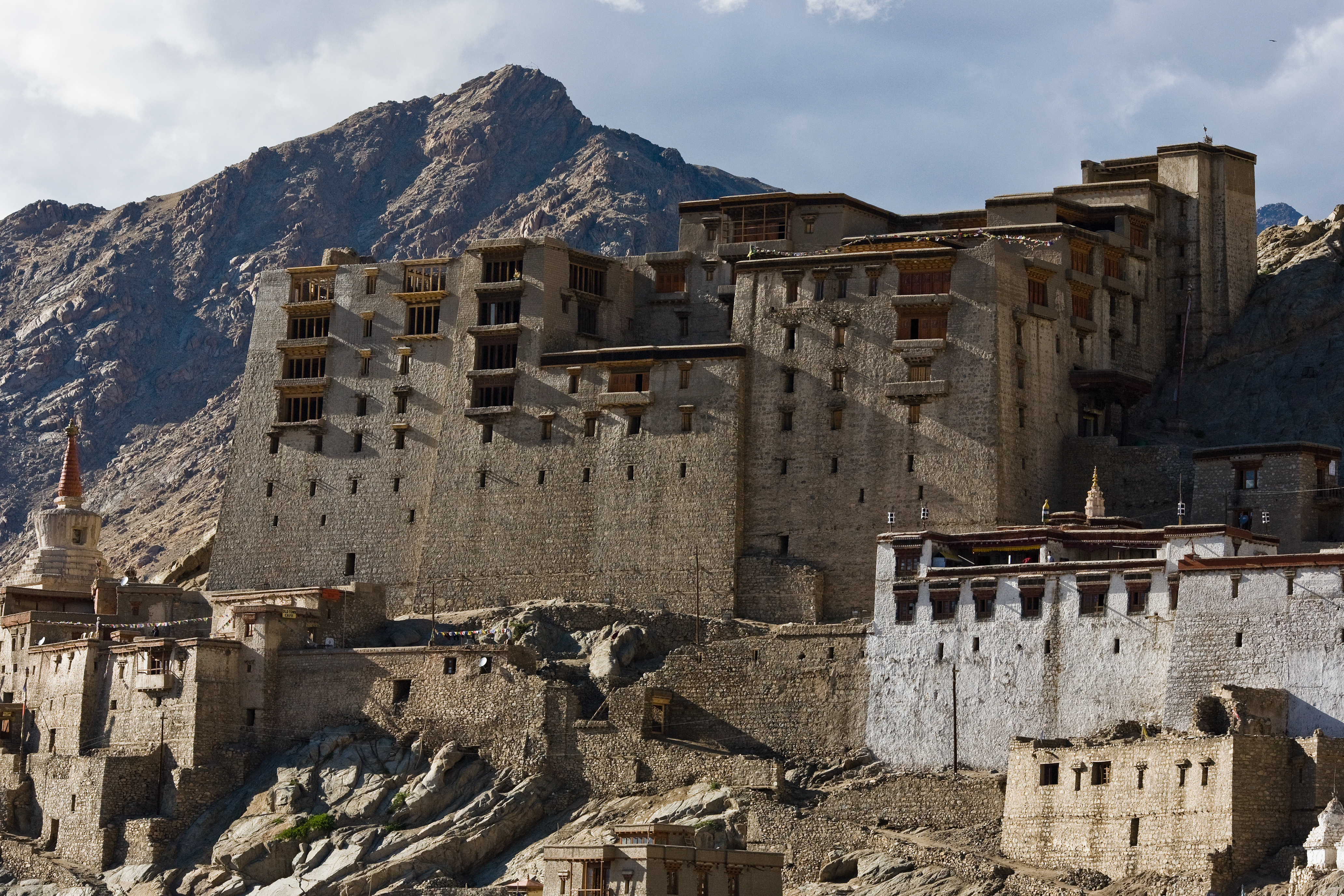
El Palacio de Leh, construido por Sengge Namgyal

Sengge Namgyal (c. 1570-1642) fue un rey de la dinastía Namgyal del siglo XVII de Ladakh, India, desde 1616 hasta su muerte en 1642. Budista, fue conocido por su inmenso trabajo en la construcción de monasterios, palacios y santuarios en Ladakh y es Conocido como el "Rey León".

## Biografía

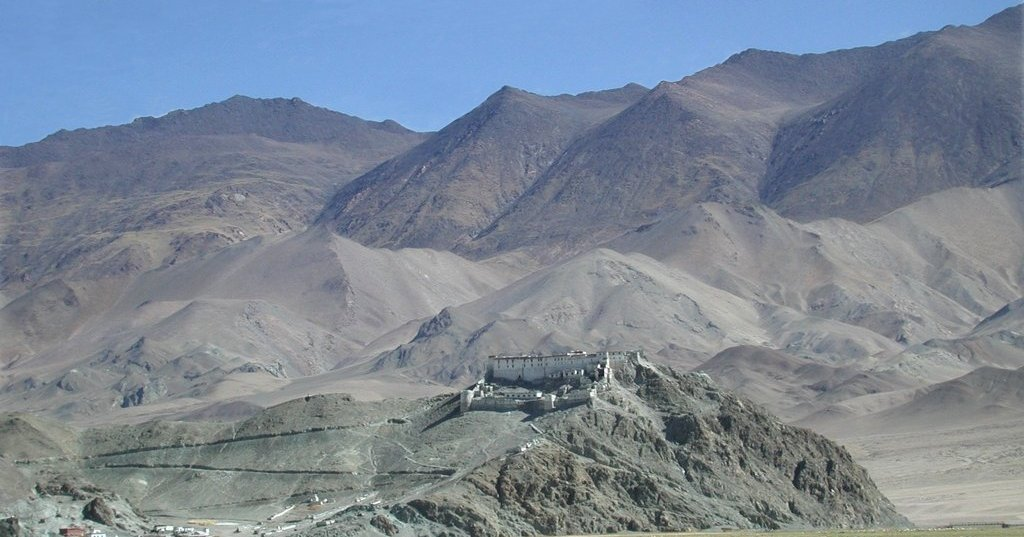
Hanle Gompa, construido por Sengge y Stag-tsang-ras-pa, poco después de su conversión a la secta Drugpa del budismo tibetano

Sengge Namgyal fue hijo de Jamyang Namgyal y una madre musulmana, siendo desde temprana edad un devoto budista. En 1610, durante el reinado de su padre, Jamyang Namgyal, Sengge y él construyeron el monasterio de Basgo y erigieron una estatua de 24 pies de Buda Maitreya dentro de él y una estatua de Buda de 32 pies, la segunda estatua budista más grande en Ladakh después de la estatua del palacio de Shey.
En su juventud, mostró gran habilidad marcial y un talento para el mando, talentos que le dieron el mando del ejército. En 1614, capturó la ciudad minera de Rudok, seguida por Spurangs, otra importante ciudad minera de oro, en 1615. El saqueo y la producción de estos pueblos financiaron los proyectos de construcción que más tarde comisionaría como rey. En 1616, a la muerte de su padre, Jamyang Namgyal, ascendió al trono. Completó las conquistas del Reino de Ngaris después de un breve asedio del castillo de Guge en 1619. El comercio floreció bajo Namgyal a lo largo de la Ruta de la Seda y generó mucha riqueza a través del comercio con Cachemira al oeste y con el Tíbet al este. Sin embargo, de vez en cuando caía en disputa con los gobernantes musulmanes de Cachemira.
Durante su reinado, Sengge fue responsable de la construcción o renovación de algunos de los edificios más notables de la región, como el palacio de Leh, que construyó después de mudarse del palacio monasterio de Shey, y construyó el monasterio de Hemis en 1630. Con la ayuda del eminente sacerdote tibetano Stag-tsang-ras-pa, construyó el monasterio de Hanle y fue el primer asociado con la escuela Drugpa a la que pertenecía Stag-tsang-ras-pa y que, bajo el patrocinio de la familia Namgyal, se hizo muy importante en Ladakh, rivalizando seriamente con la secta Gelug reformada ("Sombrero amarillo").
Sengge también fue responsable de la renovación del Templo Dorado del Monasterio de Tabo en el Valle de Spiti, Himachel Pradesh, que se decía que alguna vez fue cubierto con oro. Las paredes y los techos están cubiertos con murales de hoy.

## Muerte y legado
Sengge permaneció dedicado al linaje Ralung de la escuela Drukpa Kagyu del budismo tibetano después de reunirse con el sacerdote tibetano para el resto de su vida. Murió en 1642 en Hanle a su regreso de una expedición contra los mongoles que habían ocupado la provincia tibetana de Ü-Tsang y amenazaban a Ladakh. El monasterio de Chemrey, construido en el siglo XVII, fue dedicado a Sengge Namgyal y la secta de Drugpa.